# Lac de Souverols
Le lac de Souverols, ou lac de Souveyrols, est un des nombreux lacs glaciaires de l'Aubrac, situé en Lozère. Il est le plus petit des quatre lacs naturels de l'Aubrac, les autres sont ceux de Born, de Saint-Andéol et des Salhiens.

## Géologie - Géographie - Écologie

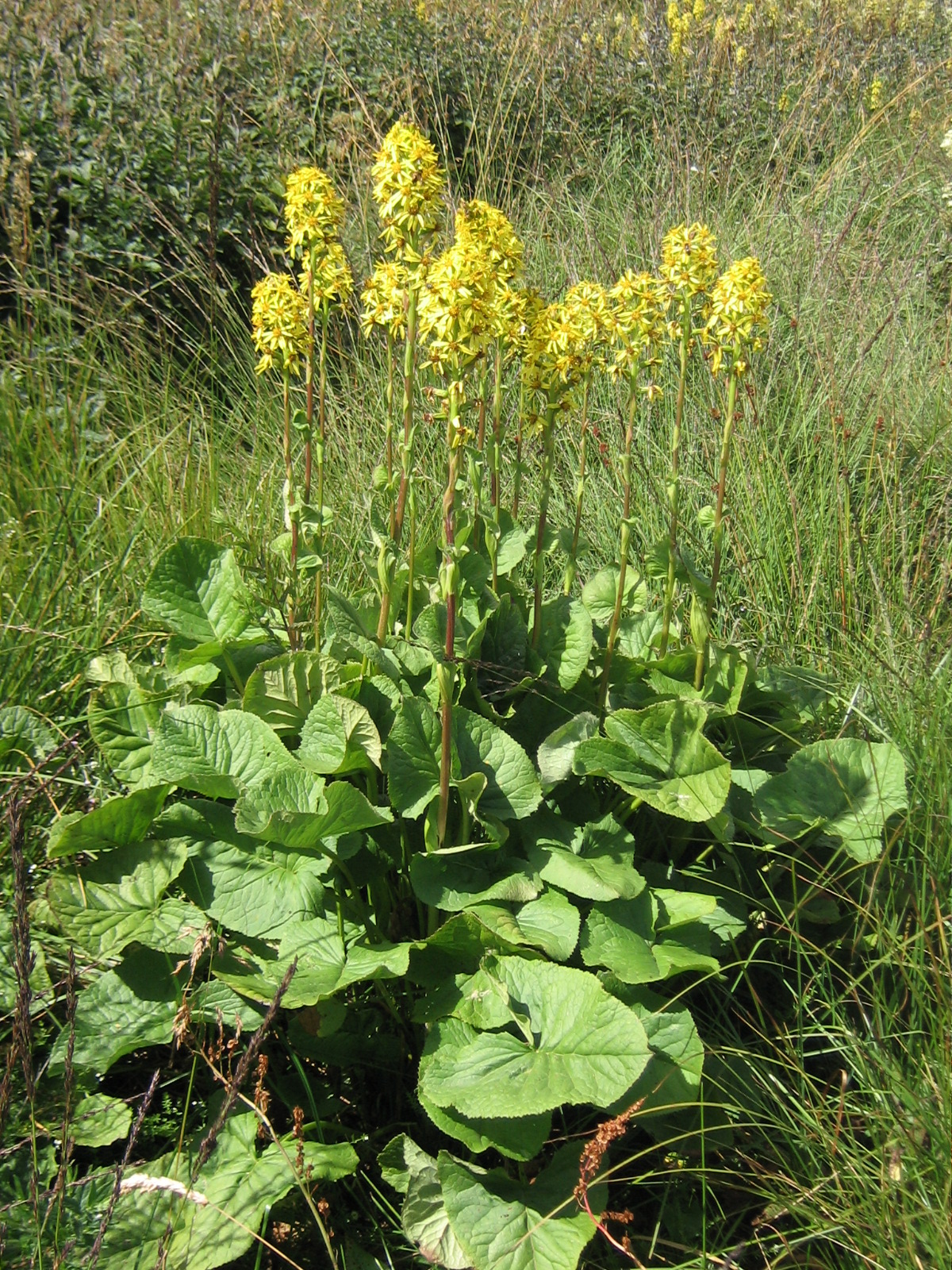
Ligulaire de Sibérie

Ce petit lac a la particularité d'être entouré d'un tapis de  sphaignes et de diverses plantes aquatiques flottant sur l'eau. Le tout forme un sol en apparence normal mais qui se révèle dangereusement instable quand on s'y aventure dessus (on peut même y passer au travers et entrer en contact avec l'eau très froide située sous la couche végétale, ce qui constitue un risque mortel). Il est donc formellement déconseillé de s'approcher du bord du lac. 
Le site est également connu pour être une des rares stations en Aubrac du ligulaire de Sibérie, plante de tourbière rarissime en France, relique de l'époque glaciaire et absolument protégée (floraison au mois d'août). On en compte à l'heure actuelle plusieurs milliers de pieds autour du lac et la station ne semble pas menacée à brève échéance. La station connaît même une très forte expansion récente grâce à des mesures de protection visant à soustraire au pâturage des bovins certaines surfaces autour du lac (en particulier la mise en défens d'une zone au sud du lac qui s'ajoute à la zone clôturée sur les "tremblants"). Un comptage effectué en 2019 arrive ainsi au total très important de 50 000 tiges fleuries sur l'ensemble du site.
Les pourtours du lac sont également le domaine de plusieurs espèces de saules dont le Saule Laurier (Salix pentandra) qui caractérise bien les zones humides froides, en particulier dans les hautes latitudes, et qu'on retrouve en France dans certaines zones montagneuses.

## Sources et références
1. ↑  http://www.natura2000-aubrac.fr/images/stories/Photos-Romain/Rapport_ligu_fusion.pdf